# Jaume Massó
Jaume Massó i Torrents (Barcelona, 9 de noviembre de 1863 - Barcelona, 11 de septiembre de 1943) fue un editor, escritor y erudito español, fundador y director de la revista catalanista L'Avenç.

## La obra editorial
La revista L'Avenç tuvo dos etapas: L'Avenç (1881 -1884) y L'Avenç (1889-1893). Esta revista fue precursora del movimiento modernista e introdujo autores europeos como Baudelaire, Ibsen, Maeterlinck o Nietzsche. A través de esta revista se canalizó la renovación y normalización lingüística impulsada por Pompeu Fabra y Joaquim Casas, que fue la base de las Normas ortográficas del Instituto de Estudios Catalanes de 1913.   
Massó, junto con Joaquim Casas, crearon en 1891 la tipografía de L'Avenç, que fue un referente. Editó obras como: el Boletín de la Biblioteca de Cataluña, el Catálogo de los manuscritos de la Biblioteca de Cataluña, la traducción catalana del Decamerón sobre el único manuscrito conocido, las ediciones góticas del Tirant lo blanc y otras muchas obras de autores como Mañé y Flaquer, Enric Morera, Ignasi Iglésias, Cels Gomis, Eduard Fontserè, J. A. Brutails y Frederic Mistral entre otros. De esta empresa surgieron revistas destinadas al gran público como Catalònia (1898, 1899-1900), colecciones como la Biblioteca Popular de l'Avenç (1903-1915) o colecciones eruditas como la Biblioteca Hispánica (1900-1910). La empresa tipográfica de Massó y Casas, fue muy deficitaria y afectó profundamente a su economía personal, hasta el punto de que en 1915 tuvieron que cerrar. Los materiales de la empresa los adquirió la Diputación Provincial de Barcelona y fueron destinados a la imprenta de la Casa de la Caridad.   
Massó dedicó un gran esfuerzo a promover la investigación de la historia y la literatura catalanas y fue uno de los grandes impulsores de los estudios de la bibliografía catalana. Algunas de sus obras más relevantes fueron: Bibliografía de los antiguos poetas catalanes (1914) y La Canción provenzal en la literatura catalana(1923).
Dirigió la Revista de Bibliografía Catalana (1901-07) y fue gran amigo y colega de Foulché-Delbosch como lo demuestra el artículo que le dedicó con motivo de su fallecimiento en el volumen de homenaje de la Revue Hispanique (LXXXI). Fue un investigador infatigable de los manuscritos catalanes y elaboró catálogos como: Manuscritos catalanes de la Biblioteca Nacional de Madrid (1896), Manuscritos de la Biblioteca del Ateneo Barcelonés (1901) y el ya mencionado Catálogo de los manuscritos de la Biblioteca de Cataluña.    
Además de su trabajo de investigación, Massó realizó algunas obras de creación literaria.    
Fue miembro fundador del Instituto de Estudios Catalanes, inspector de la Biblioteca de Cataluña (1907-1914) y profesor de la Escuela de Bibliotecarias (1917-1939). La tarea llevada a cabo por Massó y Torrents durante los primeros años de creación de la Biblioteca de Cataluña fue esencial. Su pensamiento queda reflejado en el texto del discurso del acto inaugural de la Biblioteca de Cataluña, celebrado el 28 de mayo de 1914, publicado en la Veu de Catalunya el día siguiente y en el Boletín de la Biblioteca de Cataluña. El año 1929 viajó a la Biblioteca Nacional de París para su sección de estampas para introducir mejoras en la Sección de Estampas y Mapas de la Biblioteca de Cataluña, de la que fue director entre 1934 y 1943.  
La Biblioteca de Cataluña conserva entre sus fondo su correspondencia.

## Obras de creación
- Llibre del cor (1888)
- Croquis pirinencs(1896)
- Natura (1898)
- Desil·lusió (1904)
- Cinquanta anys de vida literària (1934)